# Валігура Вадим Дем'янович
Вадим Дем'янович Валігу́ра (13 січня 1941, Єфремов — 21 березня 1995, Київ) — український живописець; член Спілки радянських художників України з 1970 року.

## Біографія
Народився 13 січня 1941 року в місті Єфремові Тульської області (нині Росія). 1967 року закінчив Київський художній інститут.
Протягом 1967—1990 років працював на Київському живописно-скульптурному комбінаті. Мешкав у Києві в будинку на вулиці Патріса Лубумби, № 13, квартира № 14. Помер у Києві 21 березня 1995 року.

## Творчість
Працював у галузі станкового живопису, створював портрети, пейзажі. Серед робіт:
- «Сільські партизани» (1967);
- «Полярна пошта» (1968);
- «Партизани» (1969);
- «Святковий ранок» (1970);
- «У неділю» (1971);
- «Мати» (1972);
- «Свято» (1972);
- «Пам’ять» (1973);
- «Сталевари» (1976);
- «Урожай» (1976);
- «Дениско» (1976).

Брав участь в обласних та республіканських мистецьких виставках з 1967 року.